# Wright (månkrater)
För andra betydelser, se Wright (olika betydelser).
Wright är en 40 kilometer stor nedslagskrater på månen. Wright har fått sitt namn efter Frederick Eugene Wright, Thomas Wright och William Hammond Wright.

## Satellitkratrar
| Wright | Latitud | Longitud | Diameter |
| ------ | ------- | -------- | -------- |
| A      | 32.8° S | 87.2° V  | 11 km    |